# Maranta friedrichsthallana
Maranta friedrichsthallana är en strimbladsväxtart som beskrevs av Friedrich August Körnicke. Maranta friedrichsthallana ingår i släktet Maranta och familjen strimbladsväxter. Inga underarter finns listade.